# Teisuke Tanaka
Teisuke Tanaka (Japans: 田中 楨助, Tanaka Teisuke) (Kawagoe, 13 april 1939 - 23 februari 2015) was een Japans motorcoureur. Zijn beste seizoen was dat van 1962, toen hij de 125cc-race van de GP des Nations won. 

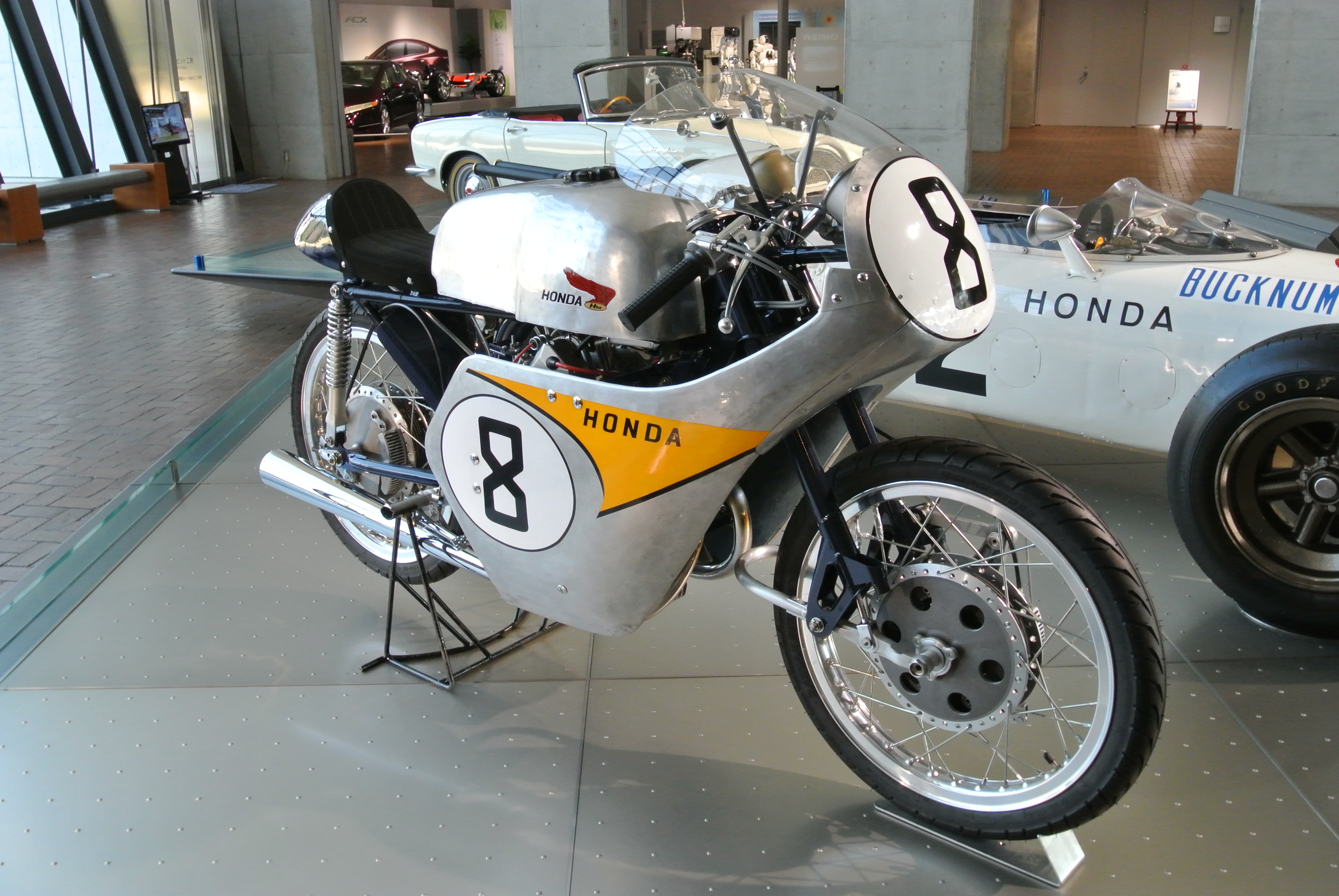
De Honda RC 142 werd alleen gebruikt in de TT van Man van 1959

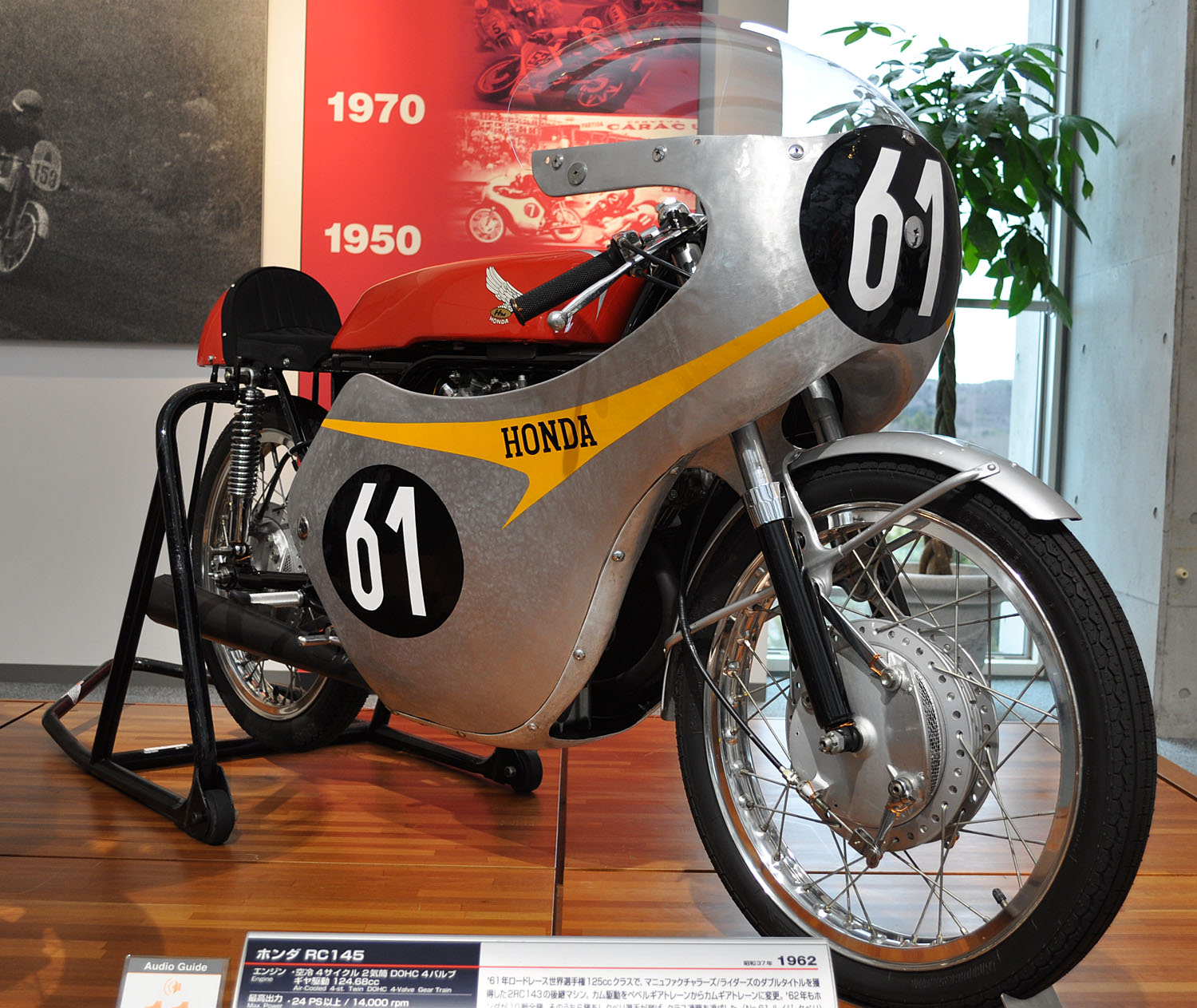
Honda RC 145 uit 1962

Teisuke Tanaka maakte in 1959 deel uit van het team van Japanse "pioniers" die voor het eerst in Europa gingen racen. Met vijf Honda RC 141's en vier Honda CB 92 Benly Super Sport's als trainingsmotor toog men in 1959 naar het eiland Man om deel te nemen aan de 125cc-Ultra-Lightweight TT. Het Honda-team bestond uit hoofdingenieur Kiyoshi Kawashima, de monteurs Hisaichi Sekiguchi en Shunji Hirota, de manager Yoshitaka Iida en de coureurs Giichi Suzuki, Naomi Taniguchi, Junzo Suzuki, Teisuke Tanaka en Bill Hunt, een Amerikaan die ook als tolk fungeerde. Het team begon de trainingen en de verkenningen van de Clypse Course met Honda CB 92 Benly's die in februari op de markt gekomen waren. De vierklepskoppen die van de RC 141 de RC 142 maakten arriveerden per luchtpost, maar voor de race konden slechts drie machines omgebouwd worden. Het team werkte een maand lang inclusief de weekenden door om de machines raceklaar te maken, maar was alom nerveus toen de concurrenten begonnen te trainen. De Ultra-Lightweight TT werd gewonnen door Tarquinio Provini met een MV Agusta, Luigi Taveri werd met een MZ tweede en Mike Hailwood met een Ducati derde. Taniguchi werd zesde, Giichi Suzuki zevende, Tanaka achtste en Junzo Suzuki tiende. Taniguchi won een zilveren Replica en Giichi Suzuki en Tanaka wonnen bronzen Replica's. Het team kreeg ook de constructeursprijs. In de hele Honda-fabriek begon men enthousiast te worden, ook nadat Soichiro Honda persoonlijk in een speciale uitgave van de bedrijfskrant zijn waardering had uitgesproken, maar erbij had vermeld dat er nog een lange weg te gaan was. De gemiddelde snelheid van de MV Agusta op Man was 119,17 km/h, terwijl Taniguchi's Honda slechts 109,90 km/h gemiddeld gehaald had. De topmachines reden gemiddeld rondetijden van 8 minuten en 40 seconden, terwijl de Honda's er gemiddeld 9 minuten en 22,2 seconden over deden. Na de Isle of Man TT nam men niet verder deel aan het wereldkampioenschap van 1959. Coureurs en machines gingen terug naar Japan om zich voor te bereiden op het seizoen 1960.
In 1960 maakte hij geen deel uit van het Honda-team, maar hij wordt soms verward met Kenjiro Tanaka, die in dat jaar met een Honda derde werd in de GP van Duitsland. 
In het seizoen 1961 hoorde Teisuke Tanaka weer bij het Honda-team. Hij werd tweede in 125cc-klasse van de GP des Nations op Monza en eindigde op de negende plaats van het 125cc-wereldkampioenschap. 
In het seizoen 1962 kwam hij voor Honda uit in twee klassen: In de nieuwe 50cc-klasse werd hij twaalfde, maar hij startte dan ook alleen in de Grand Prix van Finland. In de 125cc-klasse werd hij zesde na een overwinning in Monza.
Hierna kwam Teisuke Tanaka niet meer voor Honda aan de start, maar in het seizoen 1964 werd hij in de Grand Prix van Japan vierde in de 125cc-race met een Suzuki RT 64. 

## Wereldkampioenschap wegrace resultaten
| Jaar | Klasse | Team   | Motorfiets | 1     | 2     | 3     | 4     | 5     | 6     | 7     | 8     | 9     | 10    | 11    | 12    | Punten | Plaats | Overwinningen |
| ---- | ------ | ------ | ---------- | ----- | ----- | ----- | ----- | ----- | ----- | ----- | ----- | ----- | ----- | ----- | ----- | ------ | ------ | ------------- |
| 1959 | 125 cc | Honda  | RC 142     |       | IOM 7 | DUI - | NED - | BEL - | ZWE - | ULS - | NAT - |       |       |       |       | 0      | -      | 0             |
| 1961 | 125 cc | Honda  | RC 144     | SPA - | DUI - | FRA - | IOM - | NED - | BEL - | DDR - | ULS - | NAT 2 | ZWE - | ARG - |       | 6      | 9e     | 0             |
| 1961 | 250 cc | Honda  | RC 162     | SPA - | DUI - | FRA - | IOM - | NED - | BEL - | DDR - | ULS - | NAT 7 | ZWE - | ARG - |       | 0      | -      | 0             |
| 1962 | 50 cc  | Honda  | RC 111     | SPA - | FRA - | IOM - | NED - | BEL - | DUI - |       | DDR - | NAT - | FIN 5 | ARG - |       | 0      | -      | 0             |
| 1962 | 125 cc | Honda  | RC 145     | SPA - | FRA - | IOM - | NED - | BEL - | DUI - | ULS 4 | DDR - | NAT 1 | FIN - | ARG - |       | 11     | 6e     | 1             |
| 1964 | 125 cc | Suzuki | RT 64      | VST - | SPA - | FRA - | IOM - | NED - |       | DUI - | DDR - | ULS - | FIN - | NAT - | JAP 4 | 3      | 14e    | 0             |